# Прицвалк
Прицвалк (њем. Pritzwalk) град је у њемачкој савезној држави Бранденбург. Једно је од 26 општинских средишта округа Пригниц. Према процјени из 2010. у граду је живјело 12.929 становника. Посједује регионалну шифру (AGS) 12070316.

## Географски и демографски подаци
Прицвалк се налази у савезној држави Бранденбург у округу Пригниц. Град се налази на надморској висини од 63 метра. Површина општине износи 165,6 km². У самом граду је, према процјени из 2010. године, живјело 12.929 становника. Просјечна густина становништва износи 78 становника/km².

## Међународна сарадња
| Мјесто | Држава    | Врста сарадње | Од    |
| ------ | --------- | ------------- | ----- |
|        | Француска | контакт       | 1991. |
|        | Чешка     | контакт       | 1975. |
| Извор  |           |               |       |